# Stephanie Hellekamps
Stephanie Hellekamps (* 1956) ist eine deutsche Bildungshistorikerin.

## Leben
Von 1975 bis 1988 studierte sie Germanistik, Philosophie, Geschichte und Pädagogik an der WWU Münster (erstes und zweites Staatsexamen). Nach der Promotion (1988–1990) an der WWU Münster war sie von 1991 bis 1999 wissenschaftliche Assistentin und Oberassistentin an der Humboldt-Universität Berlin (Habilitation). Von 1998 bis 1999 war sie Gastprofessorin an der Universität Wien. Seit 1999 ist sie Professorin für Erziehungswissenschaft an der WWU.
Ihre Forschungsschwerpunkte sind historische Schul- und Bildungsforschung, Didaktik und Fachunterricht und ästhetische Bildung.

## Schriften (Auswahl)
- Erziehender Unterricht und Didaktik. Neuere Didaktiktheorien im Horizont klassischer Begriffsbestimmungen. Weinheim 1991, ISBN 3-89271-239-5.
- Die Gründung der Republik. Bildungstheoretische Analysen zur Differenz von politischer Gesellschaft und räsonierender Öffentlichkeit nach 1789. Weinheim 1997, ISBN 3-89271-672-2.
- mit Hans-Ulrich Musolff: Die Bildung und die Sachen. Zur Hermeneutik der modernen Schule und ihrer Didaktik. Berlin 2003, ISBN 3-631-39942-1.
- mit Hans-Ulrich Musolff: Geschichte des pädagogischen Denkens. München 2006, ISBN 3-486-58034-5.
- mit Hans-Ulrich Musolff (Hrsg.): Zwischen Schulhumanismus und Frühaufklärung. Zum Unterricht an westfälischen Gymnasien 1600–1750. Münster 2009.
- mit Jean-Luc Le Cam und Anne Conrad (Hrsg.): Schulbücher und Lektüren in der vormodernen Unterrichtspraxis. Wiesbaden 2012. (Sonderheft 17 der Zeitschrift für Erziehungswissenschaft)
- mit Hans-Ulrich Musolff (Hrsg.): Lehrer an westfälischen Gymnasien in der frühen Neuzeit. Neue Studien zu Schule und Unterricht 1600–1750. Münster 2014.